# Grace (singel Willa Younga)
Grace – popowa kompozycja autorstwa Willa Younga i Matta Prime’a zrealizowana na czwarty album studyjny Younga pt. Let It Go (2008). Grudniem 2008 r. utwór wydano jako drugi (po „Changes”) singel promujący ową płytę.

## Listy utworów i formaty singla
UK CD-Single
1. „Grace (Radio Edit)”
2. „Gonna Get It This Time”

Digital Download Bundle #1
1. „Grace (Radio Edit)”

Digital Download Bundle #2
1. „Grace (Radio Edit)”
2. „Grace (Live Version)”
3. „Grace (Fake Falke Remix)”
4. „Grace (Tom Neville’s Falling from Grace Remix)”

## Teledysk
Wideoklip do utworu odnotował swoją premierę w listopadzie 2008 r. Klip ukazuje Willa Younga, który zwycięża zawody jeździeckie. Wcześniej, w 2004, sportowa tematyka została także poruszona w teledysku Younga do utworu „Friday’s Child”.

## Pozycje na listach przebojów
| Notowanie (2008) | Najwyższa pozycja |
| ---------------- | ----------------- |
| UK Airplay Chart | 3                 |
| UK Singles Chart | 33                |